# Szvorák Katalin
Szvorák Katalin (Losonc, 1958. április 29. –) Kossuth-díjas és Liszt Ferenc-díjas magyar népdalénekes, előadóművész.

## Élete és pályafutása
Gyermekéveit az Ipoly-menti Pincen töltötte, iskoláit Füleken végezte. Először a könnyűzenével próbálkozott, majd a magyar beatzene fogta meg. Saját bevallása szerint Kovács Kati volt az az előadó, akinek példáján az énekesi pályát választotta. Az ELTE magyar-könyvtár szakán szerzett diplomát. Első díjat kapott a Röpülj páva versenyen (1981), a Lajtha emlékversenyen (1988). 1983-tól 2005-ig magánénekesként dolgozott a Honvéd Művészegyüttesnél. 1990–92-ben Soros-ösztöndíjas volt. Húsz évig volt a szentendrei Vujicsics Tihamér Zeneiskola tanára és 2010–11-ben a Liszt Ferenc Zeneművészeti Egyetem vendégtanára.
Több nyelven énekel. Három és fél évtized alatt több mint háromezer-ötszáz koncertet adott, három kontinens 45 országában. 37 tematikus, önálló lemeze jelent meg. Két gyermeke és három unokája van. Férjével, Repiszky Tamás (1959–2022) régésszel második gyermekük, Eszter lányuk születése óta (1989) Pilisszentlászlón él. 2016-ban életútját bemutató kötet jelent meg A dal vándora címmel.

## Díjai, elismerései
- Népművészet Ifjú Mestere (1980)
- Fülek város díszpolgára (1996)
- Liszt Ferenc-díj (2000)
- Hungaroton-díj (2001)
- Kodály Zoltán-díj (2002)
- Pinc díszpolgára (2006)
- Bartók Béla emlékdíj (2007)
- Szentendre Közművelődéséért Díj (2009)
- Béres Ferenc-díj (2009)
- Alternatív Kossuth-díj (2010)
- Tinódi-lant (2011)
- Budapestért díj (2011)
- A Magyar Kultúra Lovagja (2012)
- Eötvös-kollégiumért emlékérem (2012)
- Kossuth-díj (2013)[4]
- Czine Mihály-díj (2013)
- Pest megye díszpolgára (2015)
- Pinc Faluért díj (2016)
- Madách-díj (2017)[5]
- Európai Polgár díj (2018) [6]
- Jean Monnet emlékérem (2019)[7]
- A Magyar Érdemrend középkeresztje (2019)[8]
- Magyar Örökség díj (2019)[9]
- Fülek Város Polgármesteri Díja (2019)[10]
- Szentendre díszpolgára (2019)[11]
- Dohnányi Ernő-díj (2024)[12]

## Lemezei
- Dalvándorlás (1986) – a Dunatáj népzenéje
- Iglice szívem (1989) – népdalok gyermekeknek
- Jelenti magát Jézus (1991) – népénekek
- Hungarian Folk Music (1992) – táncházmuzsika
- Vagyunk (1992) – Tóth Zsókával, felföldi költők versei
- Tavaszvilág (1993) – Kiss Ferenccel, tavaszi szokásdalok
- Live (1993) – spanyolországi élő felvételek
- Énekeim (1995) – válogatás tíz év nyolc lemezéről
- Aranyoslábú iglice (1996) – Kiss Ferenccel, népzene gyermekeknek
- Válaszúton (1997) – Illés Lajossal, népdalátiratok
- Álomföldön (1997/2009) – Illés Lajossal, megzenésített gyerekversek
- Napfogyatkozás (1999) – bánatdalok
- Meotis (2000) – Kőfaragókkal, amerikai és skóciai élő koncertfelvétele
- Örvendezzünk (2000) – Közép-Európa karácsonya, Monarchia zenekarral
- Ispiláng – Ich spiel ein (2001) – Közép-Európa gyermekdalai, Monarchia zenekarral
- Stafírung I–II. (2002) – Közép-Európa lakodalma, Monarchia zenekarral
- Télkergető (2003) – Közép-Európa farsangja, Monarchia zenekarral
- Alleluia (2004) – Húsvét Közép-Európában, Monarchia zenekarral
- Áthallások (2004) – magyar népdalvariánsok
- Pünkösd (2005) – Pünkösd Közép-Európában, Monarchia zenekarral
- Szép országom (2006) – megzenésített versek (Szűts Istvánnal)
- Éneklő Egyház (2007) – népénekek Adventtől Pünkösdig
- Dúdolós (Gyógyító dallamok I.) (2007) – beszédsérültek gyógyítására, megjelent a Szent Rókus Kórház gondozásában, kereskedelmi forgalomba egyelőre nem kerülhet
- Mondj, szívem dalt (2008) – énekek Szűz Máriáról és a magyar szentekről
- A nap megszentelése (2009) – himnuszok, zsoltárok és imádságok
- Vox Humana (2009) – szlovák–magyar népdalpárhuzamok (kereskedelmi forgalomba nem került)
- A Teremtés dicsérete (2010) – zsidó, római katolikus, görögkatolikus, református, evangélikus, unitárius és baptista énekek
- Nap után sétáló (2013) – gyermekdalok Kiss Ferenccel
- A cappella (2013) – dallamtalálkozások a Szvorák Vokállal
- Szeretettel (2013) – dalok és gondolatok Kudlik Júliával
- Tente baba (2015) – Nagymama altatói
- Keresem a szót (2015) – újragondolt Szörényi-Bródy-számok Szörényi Leventével és a Tárkány Művekkel
- Várakozás (2015) – adventi gondolatok és dalok Kudlik Júliával
- Ajándék (2015) – a népdal határmezsgyéjén – válogatás
- Hȧzȧgondolās I–II. (2018) – palóc dalok, mesék, mondák, hiedelmek
- Tölgyfa-testvér (2018) – szlovák népköltészet Varga Imre műfordításai alapján
- Szvorák 60 I–II. (2018) – válogatás 36 önálló lemezről
- Dalüzenet (2019) – dalvándorlás Közép-Európában